# Сент-Этьен-дю-Рувре
Сент-Этьен-дю-Рувре (фр. Saint-Étienne-du-Rouvray) — город на севере Франции, регион Нормандия, департамент Приморская Сена, округ Руан, кантоны Сент-Этьен-дю-Рувре и Соттевиль-ле-Руан. Пригород Руана, расположен в 10 км к югу от центра города, на противоположном берегу Сены, внутри одного из её меандров, в 6 км от автомагистрали А13 «Нормандия». Один из многочисленных городов-спутников Руана, входит в состав Метрополии Руан-Нормандия. В центре города находится железнодорожная станция Сент-Этьен-дю-Рувре линии Париж-Гавр. 
Население (2018) — 28 500 человек.

## История
Поселения на месте Сен-Этьен-дю-Рувре существовали с доисторических времен, о чём свидетельствуют найденные здесь инструменты периода неолита (2000 лет до н. э.), а также следы Галло-римских поселений (200—300 года нашей эры). О существовании деревни с названием Санкти Стефани, принадлежащей Фонтенельскому аббатству, упоминалось в королевской хартии X века. Затем деревня росла вдоль дороги, соединяющей Париж и Руан. В XV—XVI веках население выросло до нескольких сотен жителей, чему способствовали пашни возле реки, а также богатые леса и луга.
После Великой Французской революции Сент-Этьен-дю-Рувре стал превращаться в промышленный центр, особенно после того, как в 1843 году через него прошла железная дорога Париж-Руан. В 1860-х годах была построена большая текстильная фабрика, что создало сотни рабочих мест и привело к росту населения города.

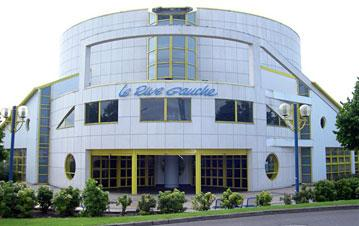
Культурный центр «Рив Гош»

В 1923 году, спустя три года после Турского конгресса, на котором произошло размежевание французских коммунистов и социалистов, Сен-Этьен-дю-Рувре стал одним из первых городов Франции, в котором к власти пришли коммунисты.
26 июля 2016 года двое мужчин, вооружённых ножами, ворвались в церковь Святого Стефана, взяли пятерых заложников и убили 85-летнего священника, преподобного Жака Амеля, прежде чем были застрелены полицией.

## Достопримечательности
- Церковь Святого Стефана (Этьена) XVI-XIX веков
- Современная церковь Нотр-Дам
- Культурный центр «Рив Гош»

## Экономика
Структура занятости населения:
- сельское хозяйство — 0,1 %
- промышленность — 11,7 %
- строительство — 6,9 %
- торговля, транспорт и сфера услуг — 55,2 %
- государственные и муниципальные службы — 26,0 %

Уровень безработицы (2017) — 21,5 % (Франция в целом —  13,4 %, департамент Приморская Сена — 15,3 %). 

Среднегодовой доход на 1 человека, евро (2018) — 17 910 (Франция в целом — 21 730, департамент Приморская Сена — 21 140).

## Демография
Динамика численности населения, чел.

## Администрация
Пост мэра Сент-Этьен-дю-Рувре с 2017 года занимает коммунист Жоашим Муаз (Joachim Moyse). На муниципальных выборах 2020 года возглавляемый им левый список победил в 1-м туре, получив 78,94 % голосов.
| Период | Период | Фамилия         | Партия                  | Примечания |
| ------ | ------ | --------------- | ----------------------- | --- |
| 1973   | 2002   | Мишель Гранпьер | Коммунистическая партия | железнодорожник, член Генерального совета департамента, депутат Национального собрания Франции                      |
| 2002   | 2017   | Юбер Вюльфран   | Коммунистическая партия | учитель истории и географии, член Генерального совета и Совета департамента, депутат Национального собрания Франции |
| 2017   |        | Жоашим Муаз     | Коммунистическая партия | член Регионального совета Нормандии, член Совета департамента                                                       |

## Города-побратимы
- Гейтсхед, Великобритания
- Норденхам, Германия
- Новая Каховка, Украина

### Международные связи
С 1961 года у Новой Каховки установлены побратимские отношения с французским городом Сент-Этьен-дю-Рувре (фр. Saint-Étienne-du-Rouvray), расположенным в регионе Нормандия. Инициатива о сотрудничестве возникла в рамках расширения культурных и гуманитарных обменов между городами Советского Союза и Западной Европы в послевоенный период.
На протяжении десятилетий между двумя городами осуществлялись регулярные обмены делегациями, включая визиты представителей органов местного самоуправления, школьников и творческих коллективов. В 1980-е годы были проведены совместные выставки и мероприятия, направленные на укрепление дружбы между народами.
После провозглашения независимости Украины побратимские связи были сохранены. В 2000-х годах сотрудничество получило новое развитие в виде образовательных проектов, обменов школьными письмами и культурных фестивалей. Оба города также выражали взаимную поддержку в сложные периоды, включая гуманитарные инициативы после начала российско-украинской войны.

Партнёрство с Сент-Этьен-дю-Рувре является одним из старейших и наиболее устойчивых международных связей Новой Каховки.
1. 1 2  база данных о французских коммунах — Национальный географический институт Франции, 2015.
2. ↑  https://data.geopf.fr/telechargement/download/GEOFLA/GEOFLA_2-2_COMMUNE_SHP_LAMB93_FXX_2016-06-28/GEOFLA_2-2_COMMUNE_SHP_LAMB93_FXX_2016-06-28.7z — 2016.